# 과학기술정책연구원
과학기술정책연구원(科學技術政策硏究會, Science and Technology Policy Institute, STEPI)은 과학기술 활동 및 과학기술과 관련된 경제사회의 제반문제를 연구 분석함으로써 국가 과학기술 정책의 수립과 과학기술 발전에 이바지하기 위하여 설립된 정부출연연구기관으로 국무총리(국무조정실) 산하 경제인문사회연구회 소관 기타공공기관이다.

## 주요기능 및 역할
- 과학기술·연구개발활동 및 기술혁신에 대한 조사분석·연구
- 과학기술정책 대안 개발 및 기술경영전략 수립에 관한 연구 및 자문
- 과학기술과 경제사회의 상호작용에 관한 학제적 연구
- 과학기술의 지역협력, 국제협력 및 과학기술정책의 세계동향에 관한 조사분석·연구
- 정부ㆍ산업계·학계 및 외국기관과의 연구용역 수탁·위탁 및 공동협력연구
- 연구결과의 보급·홍보, 교육훈련 등에 관한 사업
- 위 사업에 부수되는 사업 및 기타 연구원의 목적 달성을 위하여 필요한 사업

## 연혁
- 1987. 01 한국과학기술원(KAIST) 부설 과학기술정책 연구평가센터(CSTP) 설립
- 1993. 05 한국과학기술연구원(KAIST) 부설 과학기술 정책관리연구소(STEPI)로 개편
- 1998. 05 과학기술정책관리연구소와 산업기술정책연구소의 정책연구기능을 통합하여 경제사회연구회 소속 출연(연)으로 개편·설립하는 방침 확정
- 1999. 01 "정부 출연 연구기관 등의 설립, 운영 및 육성에 관한 법률"에 의거하여 경제사회연구회 소속 과학기술정책연구원 설립 확정
- 1999. 05 과학기술정책연구원(STEPI) 개원
- 2005. 07 정부출연 연구기관 등의 설립·운영 및 육성에 관한 일부 개정법률('05. 5. 31)에 따라 경제·인문사회연구회 연구기관으로 소속변경

## 조직

### 원장
- 연구자문위원회
- 감사 (비상근)

### 부원장
- 전략기획실
  - 미래전략팀
  - 연구기획관리팀
  - 대외전략홍보팀

혁신시스템연구본부
- 국가연구개발분석단
- 제도혁신연구단

혁신성장정책연구본부
- 신산업전략연구단
- 혁신기업연구단

글로벌혁신전략연구본부
- 다자협력사업단
- ODA사업단 (IICC)

경영지원본부
- 인사총무팀
- 예산기획팀
- 재무회계팀
- 연구관리팀
- 지식정보팀

## 소재지
- 세종특별자치시 시청대로 370 (반곡동, 세종국책연구단지 과학 및 인프라동)

## 참고 자료
- 과학기술정책연구원 - 알리오(공공기관 경영정보 공개시스템)